# 아리스티드 마욜
아리스티드 조제프 보나방튀르 마욜(프랑스어: Aristide Joseph Bonaventure Maillol, 프랑스어 발음: [mɑjɔl], 1861년 12월 8일~ 1944년 9월 27일)은 프랑스의 조각가이다. 오귀스트 로댕과 앙투안 부르델이 죽은 뒤, 데스피오와 함께 프랑스 조각계를 대표하였던 조각가이다. 파리 미술 학교에서 그림 공부를 하였고, 1900년경부터 조각을 발표하였다. 단순하고 다듬어진 모양을 찾는 그의 작품은 고대 그리스 미술의 정신을 이어받은 것이다. 작품으로 <지중해>, <목욕하는 여인> 등이 있다.